# Muna
Muna – wyspa w Indonezji na morzu Banda u południowo-wschodniego wybrzeża Celebes; powierzchnia 1704 km², ok. 300 tys. mieszkańców. 
Od Celebes oddzielona cieśniną Tiworo. Powierzchnia wyżynna, (wysokość do 455 m n.p.m.). Uprawa ryżu, palmy kokosowej, sagowca, przypraw korzennych; rybołówstwo; eksploatacja lasów; główne miasto Raha.
Administracyjnie należy do prowincji Celebes Południowo-Wschodni; stanowi część dystryktu Muna.